# مزرعة عبد الحسين قبادي
مزرعة عبد الحسين قبادي (رستاق) (بالإنجليزية: Mazraeh-ye Abdol Hoseyn Qobadi)‏ هي منطقة سكنية تقع في إيران في فارس. يقدر عدد سكانها بـ 46 نسمة .